# Hình học Diophantos
Trong toán học, hình học Diophantos / hình học Diophantine là các nghiên cứu về các điểm của các đa tạp đại số có tọa độ là các số nguyên, số hữu tỷ và khái quát của chúng. Các khái quát này thường là các trường không đóng đại số, chẳng hạn như trường số, trường hữu hạn, trường hàm và trường p -adic (nhưng không phải là số thực được sử dụng trong hình học đại số thực). Nó là một nhánh con của hình học số học và là một cách tiếp cận lý thuyết về phương trình Diophantos, hình thành các bài toán về các phương trình như vậy với thuật ngữ hình học đại số.
Một phương trình đơn giản tương ứng với một siêu mặt, và các phương trình Diophantine đồng thời làm phát sinh một đa tạp đại số V trên K; câu hỏi điển hình là về bản chất của tập hợp V(K) của các điểm trên V với tọa độ trong K và bằng các hàm số chiều cao, các câu hỏi định lượng về "kích thước" của các lời giải này có thể được đặt ra, cũng như định tính các vấn đề về bất kỳ điểm nào tồn tại, và nếu vậy liệu có một số lượng vô hạn nghiệm hay không. Với cách tiếp cận hình học, việc xem xét các phương trình đồng nhất và tọa độ đồng nhất là cơ bản, vì những lý do tương tự mà hình học chiếu là phương pháp chủ đạo trong hình học đại số. Do đó, các giải pháp số hợp lý là sự cân nhắc chính; nhưng các giải pháp tích phân (ví dụ các điểm mạng tinh thể) có thể được xử lý theo cách tương tự như một đa tạp affine có thể được xem xét bên trong một giống chiếu có thêm điểm ở vô cực.
Cách tiếp cận chung của hình học Diophantine được minh họa bằng định lý Faltings (một phỏng đoán của L. J. Mordell) nói rằng một đường cong đại số C của chi g > 1 so với các số hữu tỷ chỉ có một số hữu hạn các điểm hữu tỷ. Hệ quả đầu tiên của định lý này có thể là định lý của Hilbert và Hurwitz xử lý trường hợp g = 0. Lý thuyết này bao gồm cả các định lý và nhiều giả thuyết và các câu hỏi mở.

## Sách tham khảo
- Hazewinkel, Michiel, biên tập (2001), "Diophantine geometry", Bách khoa toàn thư Toán học, Springer, ISBN 978-1-55608-010-4